# Roussillon (Isère)
Pour les articles homonymes, voir Roussillon.
Roussillon est une commune française située dans le département de l'Isère, en région Auvergne-Rhône-Alpes.

## Géographie

### Situation et description
Roussillon est située dans l'unité urbaine de Vienne, dans la vallée du Rhône à équidistance (55 km) de Lyon et de Valence, à 17 km de Vienne et à quelques kilomètres des départements de la Loire, de l'Ardèche, du Rhône et de la Drôme.
La commune est séparée de son voisin Le Péage-de-Roussillon par l'autoroute A7, qui passe en plein cœur de la zone habitée.

### Communes limitrophes
Les communes limitrophes sont Auberives-sur-Varèze, Saint-Maurice-l'Exil, Salaise-sur-Sanne, Ville-sous-Anjou, Assieu, Clonas-sur-Varèze et Le Péage-de-Roussillon.
| Clonas-sur-Varèze      | Auberives-sur-Varèze | Assieu           |
| Saint-Maurice-l'Exil   | Roussillon           | Ville-sous-Anjou |
| Le Péage-de-Roussillon | Salaise-sur-Sanne    |                  |

### Climat
Pour des articles plus généraux, voir Climat d'Auvergne-Rhône-Alpes et Climat de l'Isère.
En 2010, le climat de la commune est de type climat du Bassin du Sud-Ouest, selon une étude du Centre national de la recherche scientifique s'appuyant sur une série de données couvrant la période 1971-2000. En 2020, Météo-France publie une typologie des climats de la France métropolitaine dans laquelle la commune est dans une zone de transition entre le climat semi-continental et le climat méditerranéen et est dans la région climatique  Moyenne vallée du Rhône, caractérisée par un bon ensoleillement en été (fraction d’insolation > 60 %), une forte amplitude thermique annuelle (4 à 20 °C), un air sec en toutes saisons, orageux en été, des vents forts (mistral), une pluviométrie élevée en automne (250 à 300 mm). 
Pour la période 1971-2000, la température annuelle moyenne est de 12,3 °C, avec une amplitude thermique annuelle de 18,1 °C. Le cumul annuel moyen de précipitations est de 819 mm, avec 8,2 jours de précipitations en janvier et 5,8 jours en juillet. Pour la période 1991-2020, la température moyenne annuelle observée sur la station météorologique de Météo-France la plus proche, « Sablons », sur la commune de Sablons à 7 km à vol d'oiseau, est de 13,3 °C et le cumul annuel moyen de précipitations est de 805,2 mm,. Pour l'avenir, les paramètres climatiques de la commune estimés pour 2050 selon différents scénarios d'émission de gaz à effet de serre sont consultables sur un site dédié publié par Météo-France en novembre 2022.
| Mois                                  | jan.             | fév.          | mars          | avril       | mai           | juin          | jui.          | août          | sep.          | oct.          | nov.           | déc.             | année      |
| ------------------------------------- | ---------------- | ------------- | ------------- | ----------- | ------------- | ------------- | ------------- | ------------- | ------------- | ------------- | -------------- | ---------------- | ---------- |
| Température minimale moyenne (°C)     | 0,7              | 0,7           | 3,1           | 5,9         | 9,9           | 13,4          | 14,9          | 14,7          | 11,2          | 8,4           | 4,2            | 1,5              | 7,4        |
| Température moyenne (°C)              | 4,5              | 5,6           | 9,4           | 12,6        | 16,8          | 20,6          | 22,6          | 22,4          | 18            | 13,9          | 8,5            | 5,1              | 13,3       |
| Température maximale moyenne (°C)     | 8,4              | 10,5          | 15,7          | 19,2        | 23,6          | 27,8          | 30,2          | 30            | 24,9          | 19,3          | 12,7           | 8,8              | 19,2       |
| Record de froid (°C) date du record   | −22,3 06.01.1971 | −12 05.02.12  | −12 01.03.05  | −5 08.04.03 | −1 01.05.1976 | 4 04.06.1984  | 6,5 13.07.00  | 4 18.08.1970  | 0 18.09.1971  | −6 31.10.1997 | −12 19.11.1973 | −11,5 29.12.1976 | −22,3 1971 |
| Record de chaleur (°C) date du record | 19 19.01.07      | 22,8 24.02.20 | 27,2 30.03.21 | 31 24.04.07 | 35,5 24.05.09 | 40,1 27.06.19 | 40,9 23.07.19 | 41,8 22.08.23 | 36,3 14.09.20 | 30,5 10.10.23 | 23 06.11.15    | 19,9 18.12.1989  | 41,8 2023  |
| Précipitations (mm)                   | 51,2             | 37,8          | 45            | 62,1        | 73,9          | 65,4          | 67,6          | 62,5          | 83,8          | 107           | 99,4           | 49,5             | 805,2      |

### Voies de communication
On peut accéder au centre de la commune en empruntant l'autoroute A7 depuis Vienne-sud (au nord) ou Chanas (au sud).
- 11 Vienne-Sud à 33N ou 4 km (vers Marseille).
- 12 Chanas à 24 km : (vers Le Péage-de-Roussillon).

La route nationale 7 (RN7) traverse le territoire de la commune.

## Urbanisme

### Typologie
Au 1er janvier 2024, Roussillon est catégorisée centre urbain intermédiaire, selon la nouvelle grille communale de densité à sept niveaux définie par l'Insee en 2022.
Elle appartient à l'unité urbaine de Vienne, une agglomération inter-départementale regroupant 25  communes, dont elle est une commune de la banlieue,,. Par ailleurs la commune fait partie de l'aire d'attraction de Roussillon, dont elle est la commune-centre,. Cette aire, qui regroupe 27 communes, est catégorisée dans les aires de 50 000 à moins de 200 000 habitants,.

### Occupation des sols
L'occupation des sols de la commune, telle qu'elle ressort de la base de données européenne d’occupation biophysique des sols Corine Land Cover (CLC), est marquée par l'importance des territoires agricoles (55,1 % en 2018), en diminution par rapport à 1990 (60,6 %). La répartition détaillée en 2018 est la suivante :
cultures permanentes (45,1 %), zones urbanisées (32 %), zones agricoles hétérogènes (10 %), forêts (8,6 %), zones industrielles ou commerciales et réseaux de communication (4,2 %). L'évolution de l’occupation des sols de la commune et de ses infrastructures peut être observée sur les différentes représentations cartographiques du territoire : la carte de Cassini (XVIIIe siècle), la carte d'état-major (1820-1866) et les cartes ou photos aériennes de l'IGN pour la période actuelle (1950 à aujourd'hui).

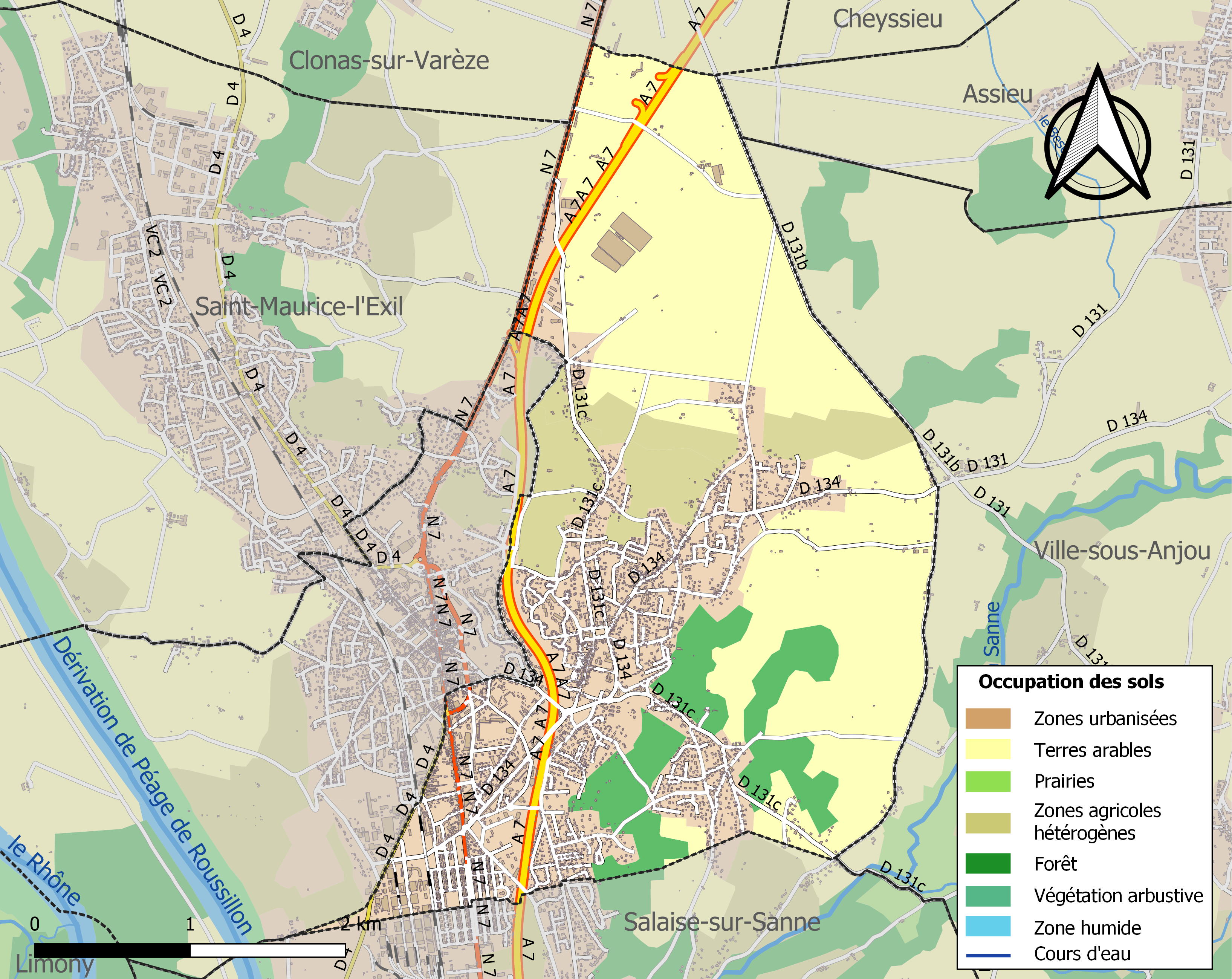
Carte des infrastructures et de l'occupation des sols de la commune en 2018 (CLC).

### Risques naturels et technologiques

#### Risques sismiques
La totalité du territoire de la commune de Roussillon est situé en zone de sismicité no 3, dite modérée (sur une échelle de 1 à 5), comme la plupart des communes de son secteur géographique.
| Type de zone | Niveau            | Définitions (bâtiment à risque normal) |
| ------------ | ----------------- | -------------------------------------- |
| Zone 3       | Sismicité modérée | accélération = 1,1 m/s2                |

## Toponymie

### Noms du lieu
Roussillon (français), Roussillon (arpitan).

### Historique du nom
de Russilione, XIIe s. (DR).

### Interprétation et étymologie
Ce nom fait partie d’un groupe de toponymes comprenant : Rossillon (Ain), de Rossellione, v. 1130 ; Roussillon (Saône-et-Loire), anciennement Blain ; Roussillon (Vaucluse), de Rossilione, 989. Une première tentative d’explication fait de Roussillon un dérivé de l’ancien français rossel, « roseau », mais les quatre communes ainsi que les 59 lieux-dits recensés portant ce nom sont tous dans des zones de langue occitane ou arpitane et le français rossel ne peut donc pas convenir. Une autre proposition associe à un suffixe -onem un nom d’homme latin présumé *Russilius ou *Roscilius ou bien *Rusticelius. Cette piste hypothétique est contredite par les 24 lieux-dits recensés portant le nom le Roussillon, la présence d’un article indiquant clairement que roussillon est un nom de chose. Cette chose est *ruscellionem, associant au suffixe -onem à l’accusatif, ruscelli au génitif, diminutif tardif du mot latin classique ruscum, désignant le « fragon épineux » (Ruscus aculeatus, L.), puis à l’époque tardive toute sorte de broussailles avec une valeur péjorative. Un roussillon est donc un endroit « broussailleux ».

## Histoire

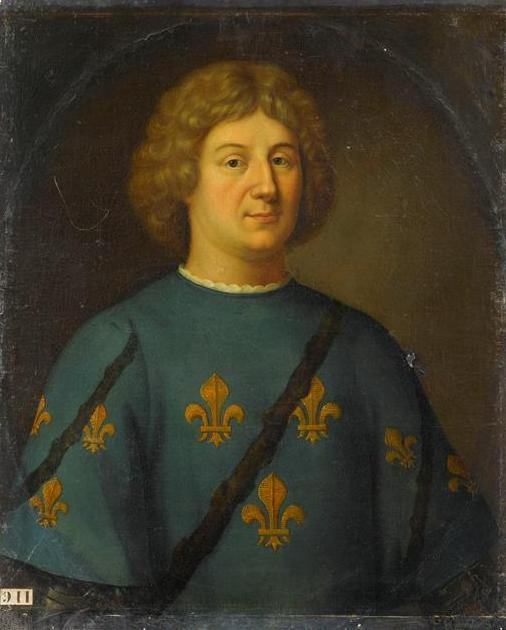
Louis de Bourbon-Roussillon.

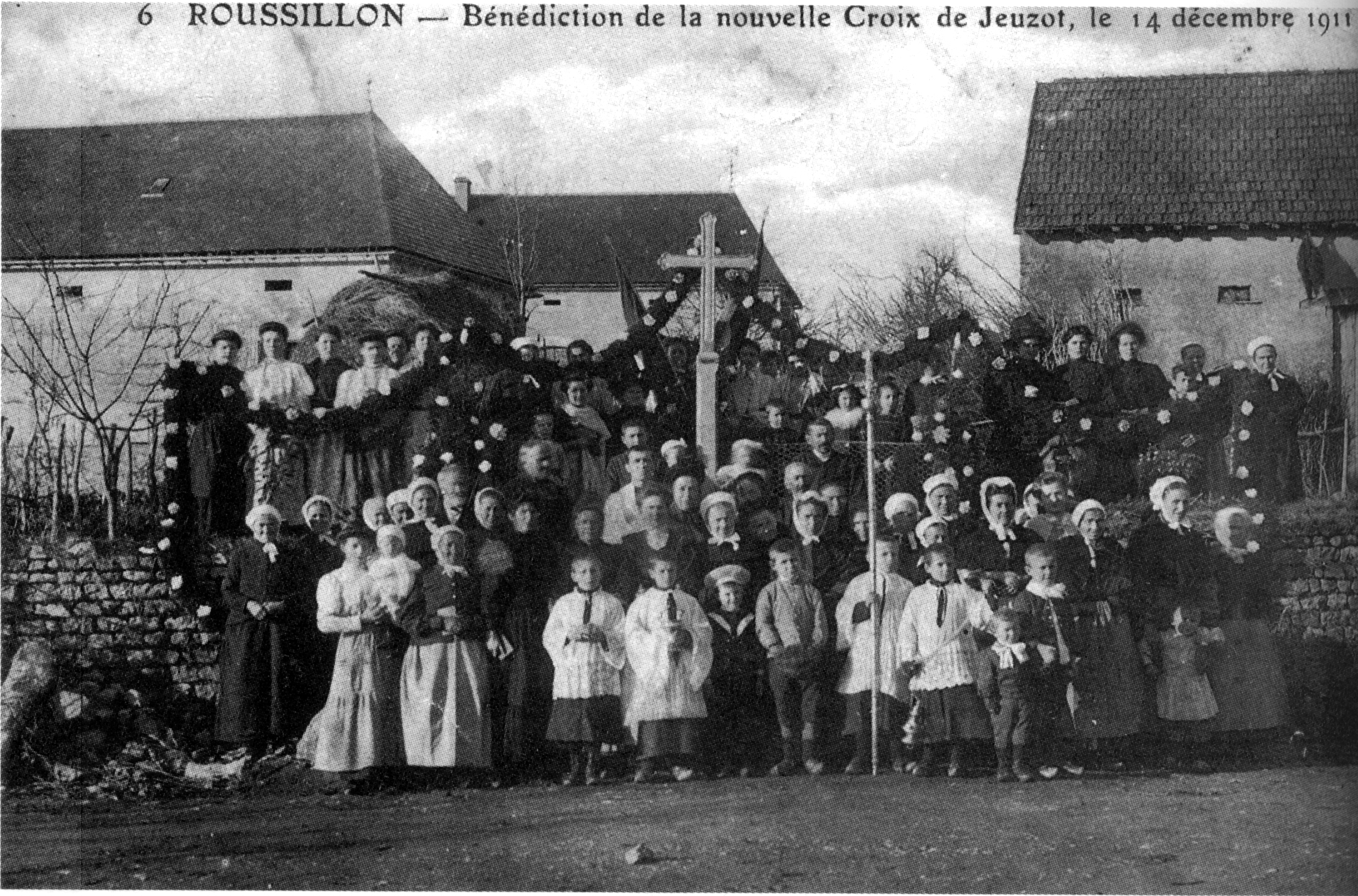
Bénédiction de la nouvelle croix de Jeuzot le 14 décembre 1911.

Au Moyen Age, Roussillon (cf. la tour de Roussillon, sur les hauteurs de la ville) appartenait à une grande famille féodale du Viennois qui en prit le nom et régna aussi sur Annonay. Humbert VII de Thoire-Villars († v. 1423/1424) en hérite par son mariage (en 1350 ; sans postérité) avec Alix de Roussillon († v. 1367), puis l'abandonne à sa 3e épouse Isabelle/Isabeau d'Harcourt (mariée en 1383 ; † en avril ou juin 1443), fille de Jean VI, comte d'Harcourt, et de Catherine de Bourbon. Par son testament de novembre 1441, Isabelle lègue Roussillon à sa famille maternelle, les Bourbons, en la personne du duc Charles Ier (1401-1456) (alors qu'Annonay et Thoire-et-Villars passent aux Lévis-Lautrec-(ensuite Ventadour), issus du mariage en 1372 entre Eléonore de Villars, sœur d'Humbert VII, avec Philippe III de Lévis).
Cette terre devint alors un comté appartenant à une branche bâtarde de la Maison capétienne de Bourbon issue de Charles Ier de Bourbon, qui eut :
Louis de Bourbon (né v. 1450-+1487), comte de Roussillon en Dauphiné (1467), comte de Ligny (1481), amiral de France, qui épouse en 1466 Jeanne de Valois, dame de Mirebeau (+1515/1519), fille naturelle de Louis XI, roi de France, d'où :
- Charles de Bourbon (+1510) comte de Roussillon et de Ligny (1487), sans postérité de son mariage en 1506 avec Anne de La Tour-Montgacon (+1530) ;
- Suzanne de Bourbon (1466 ou 1473-1531), comtesse de Roussillon et de Ligny,
  - mariée 1° à Jean de Chabannes, comte de Dammartin[21] (né v. 1462-† 1503) : Postérité, 
    - leur fille (sans doute aînée) Antoinette de Chabannes, dame de St-Fargeau (née v. 1489/1492 plutôt qu'en 1498-† 1519 plutôt qu'en 1527/1529), femme de René d'Anjou-Mézières (1483-† v. 1521), d'où entre autres enfants :
      - Françoise d'Anjou-Mézières (née v. 1505/1510-† ap. 1547), mariée 1° (en octobre 1516, encore enfant) à Philippe III de Boulainvilliers ci-dessous (d'où Philippe IV de Boulainvilliers-Dammartin), puis 2° 1538 à Jean III de Rambures (Postérité des deux lits), comtesse de Dammartin et dame de Courtenay en 1516 (donation de sa tante Avoie à l'occasion de son 1er mariage) ;
      - Nicolas d'Anjou-Mézières (1518-après 1568), qui continue les sires de Mézières et de St-Fargeau (sa fille Renée d'Anjou-Mézières transmet à son mari François de Bourbon-Montpensier, épousé en 1566), comte de Roussillon pour moitié le 28 février 1530 par don de sa grand-mère Suzanne de Bourbon, part qu'il vend pour 25 000 livres le 7 janvier 1542 au cardinal François de Tournon (1489-1562 ; frère de Blanche ci-dessous, et déjà maître de l'autre moitié de Roussillon depuis 1538), qui élève le nouveau château ; son neveu Just II de Tournon († v. 1563), fils de son frère Just Ier, reçoit le comté de Roussillon dès 1548 ;

    - leur fille (sans doute cadette) Avoye/Avoie de Chabannes (née v. 1493 ou 1490-94-† v. 1543), dame de Toucy, Courtenay, comtesse de Dammartin en 1503-1516, comtesse de Roussillon pour moitié le 28 février 1530 par don de sa mère Suzanne de Bourbon, sans postérité de ses trois époux (voir l'article Antoine). Elle cède le 20 janvier 1533 (1532 ancien style) sa part de Roussillon pour 25 000 livres à Blanche de Tournon († 1538 ; fille de Jacques II de Tournon et sœur du cardinal François ci-dessus : ce dernier sera son héritier en 1538), alors que Toucy reste à la famille de son 1er mari, les de Prie ;

  - puis Suzanne de Bourbon épouse 2e v. 1510/1518 et sans postérité Charles, seigneur de Boulainvilliers (+1529) : cf. l'article Henri. Charles et sa 1re femme Catherine Havart, vicomtesse de Dreux en héritage des Châteauneuf, avaient eu pour fils aîné Philippe III de Boulainvilliers († 1536 à Péronne), 1er époux en 1516 de Françoise d'Anjou ci-dessus et père de Philippe IV de Boulainvilliers.
- Anne de Bourbon (1467-1507), dame de Mirebeau, mariée en 1492 à Jean III d'Arpajon : Postérité.

En 1564, Catherine de Médicis, en voyage pour présenter le royaume à son fils Charles IX  séjourne chez le petit-neveu du cardinal de Tournon, Just III de Tournon († v. 1571 ; fils aîné de Just II). C'est là qu'elle modifie le projet du texte qui doit être présenté au Parlement et qu'est rédigé, le 9 août 1564, l'édit de Roussillon.
En 1673, le comté est acquis par François de Clermont-Chaste sur les Lévis-Ventadour qui étaient les héritiers des Tournon pour Tournon et Roussillon depuis 1644/1660, et étaient par ailleurs les seigneurs d'Annonay comme on l'a vu plus haut.

## Politique et administration

### Administration municipale
Voici ci-dessous le partage des sièges au sein du conseil municipal de Roussillon :

### Liste des maires
| Période                                  | Période   | Identité          | Étiquette | Qualité |
| ---------------------------------------- | --------- | ----------------- | --------- | --- |
| 1959                                     | mars 1977 | Roger Coste       | PCF       | Conseiller général du canton de Roussillon (1967-1979) Député (1967-1968)                                                                 |
| mars 1977                                | 1997      | Maurice Poirier   | PCF       | Conseiller général du canton de Roussillon (1979-1985) et (1992-1998)                                                                     |
| 1997                                     | mars 2005 | Daniel Rigaud     | PCF       | Conseiller général du canton de Roussillon (1998-2015)                                                                                    |
| mars 2005                                | mars 2014 | Marcel Berthouard | PCF       | |
| mars 2014                                | en cours  | Robert Duranton   | DVD       | Conseiller départemental du canton de Roussillon (depuis 2015) Président de la Communauté de communes Entre Bièvre et Rhône (depuis 2025) |
| Les données manquantes sont à compléter. |           |                   |           | |

## Population et société

### Démographie
L'évolution du nombre d'habitants est connue à travers les recensements de la population effectués dans la commune depuis 1793. Pour les communes de moins de 10 000 habitants, une enquête de recensement portant sur toute la population est réalisée tous les cinq ans, les populations de référence des années intermédiaires étant quant à elles estimées par interpolation ou extrapolation. Pour la commune, le premier recensement exhaustif entrant dans le cadre du nouveau dispositif a été réalisé en 2005.

En 2022, la commune comptait 8 584 habitants, en évolution de +3,09 % par rapport à 2016 (Isère : +3,07 %, France hors Mayotte : +2,11 %).
| 1793  | 1800 | 1806 | 1821  | 1831  | 1836  | 1841  | 1846  | 1851  |
| ----- | ---- | ---- | ----- | ----- | ----- | ----- | ----- | ----- |
| 1 549 | 863  | 937  | 1 260 | 1 337 | 1 400 | 1 594 | 1 562 | 1 532 |

| 1856  | 1861  | 1866  | 1872  | 1876  | 1881  | 1886  | 1891  | 1896  |
| ----- | ----- | ----- | ----- | ----- | ----- | ----- | ----- | ----- |
| 1 504 | 1 528 | 1 525 | 1 578 | 1 435 | 1 478 | 1 485 | 1 277 | 1 329 |

| 1901  | 1906  | 1911  | 1921  | 1926  | 1931  | 1936  | 1946  | 1954  |
| ----- | ----- | ----- | ----- | ----- | ----- | ----- | ----- | ----- |
| 1 263 | 1 171 | 1 172 | 1 195 | 2 280 | 3 088 | 3 102 | 3 576 | 4 623 |

| 1962  | 1968  | 1975  | 1982  | 1990  | 1999  | 2005  | 2006  | 2010  |
| ----- | ----- | ----- | ----- | ----- | ----- | ----- | ----- | ----- |
| 6 588 | 7 339 | 7 551 | 7 173 | 7 365 | 7 437 | 7 813 | 7 806 | 7 964 |

| 2015  | 2020  | 2022  | - | - | - | - | - | - |
| ----- | ----- | ----- | - | - | - | - | - | - |
| 8 272 | 8 460 | 8 584 | - | - | - | - | - | - |

### Manifestations culturelles et festivités
La Fête de l'Édit, le 9 août commémore la signature de l'Édit de Roussillon qui fixe le début de l'année civile au premier janvier.

### Enseignement
La commune est rattachée à l'académie de Grenoble.

### Médias
Historiquement, le quotidien à grand tirage Le Dauphiné libéré consacre, chaque jour, y compris le dimanche, dans son édition du Nord-Isère (Vienne), un ou plusieurs articles à l'actualité du canton et quelquefois de la commune, ainsi que des informations sur les éventuelles manifestations locales, les travaux routiers, et autres événements divers à caractère local.

### Cultes
La communauté catholique et l'église (propriété de la commune) dépendent de la paroisse Saint-Pierre en pays roussillonais qui recouvre plusieurs autres communes. Cette paroisse est rattachée au diocèse de Grenoble-Vienne.

## Économie
C'est sur cette commune que se situait la célèbre usine Rhône-Poulenc, au sein d'un complexe d'entreprises, parmi trois usines importantes du groupe Rhône-Poulenc S.A. (ancienne Société chimique des usines du Rhône ou SCUR devenue Rhône-Poulenc en 1928 par fusion avec la société parisienne Poulenc), créée à Lyon en 1916 pour produire des phénols pour les explosifs (mélinite produite à Feyzin, tolite et naphtalène produits à Neuville-sur-Saône par une ancienne filiale de BASF) pour alimenter les violents conflits de la Première Guerre mondiale. Le groupe aura longtemps un quasi-monopole sur la production de phénols et nombreux sous-produits en France ;
- Une usine textile ; Rhodiacéta Filature (2 hectares bâtis[28];
- Rhodiacéta Acétate AP Péage (A.P.)] qui après la grande guerre produira de la rayonne à base d'acétate de cellulose (produit à partir de cellulose extraite de pâte de bois), sur un site qui grandira jusqu'à atteindre 16 hectares, dont 4 hectares bâtis ;
- Rhône-Poulenc, vaste plateforme chimique industrielle installée au croisement de la RN 7 et d'une voie ferrée. En octobre 1916, l'usine produisait déjà 70 tonnes par jour[29], de phénols et le site a grandi au fil du temps pour finir par couvrir 60 hectares, dont 12,25 hectares bâtis. Après guerre, l'usine est convertie à la chimie lourde (produits demi-finis)[28].

Ce complexe industriel bénéficiera de son éloignement du front, et des besoins de la grande guerre ; il contribuera à la « chimie de guerre » en produisant à la fois le phénol nécessaire aux explosifs, l’acétate de cellulose utilisée comme vernis ininflammable pour l’aéronautique et une part importante des "gaz de combat" très utilisés durant ce conflit, dont l'ypérite produit à Roussillon (par des femmes surtout) et chargé dans les obus à raison d'environ 20 tonnes de "gaz" par jour (en 1918).
Le site chimique est maintenant divisé en plusieurs entreprises.

## Culture locale et patrimoine

### Lieux et monuments
- Le château de Roussillon (XVIe siècle,  Classé MH (1997),  Inscrit MH (1997, partiellement)[31])

Le château, de type Renaissance italienne, fut construit à la demande du cardinal de Tournon, probablement par l'architecte Jean Vallet sur des plans a priori donnés par l'architecte italien Sebastiano Serlio.
En 1564 Catherine de Médicis, en voyage pour présenter le royaume à son fils Charles IX, séjourne chez le neveu du cardinal de Tournon. C'est là qu'elle modifiera le projet du texte qui doit être présenté au parlement et que naît le 9 août 1564 l'édit de Roussillon.
La légende veut aussi que Shakespeare y ait séjourné et s'en inspira pour son Tout est bien qui finit bien.
- Le couvent des Minimes (1608,  Inscrit MH (1997)[32])

Le couvent, fondé à l'instigation de Just de Tournon, fut construit sur le site de l'ancienne église paroissiale mentionnée depuis la fin du XIIe siècle.
- La poterie des Chals, labellisée patrimoine en Isère[33]
- L'église Saint Jacques a été édifiée en 1365 par Aymar de Roussillon sur une ancienne chapelle romane située en contrebas de la motte castrale[34] 45° 22′ 15″ N, 4° 48′ 34″ E. Une chapelle des pénitents y a été accolée vers 1661. Le cimetière du village s'étend au pied de l'église, vers le nord-ouest.
- Le monument aux morts communal ou mémorial de Roussillon représente la statue d'une femme écrivant sur un mur du monument l'inscription « Roussillon à ses enfants ». Le monument est entouré d'une grille et fait face à un parterre fleuri[35].

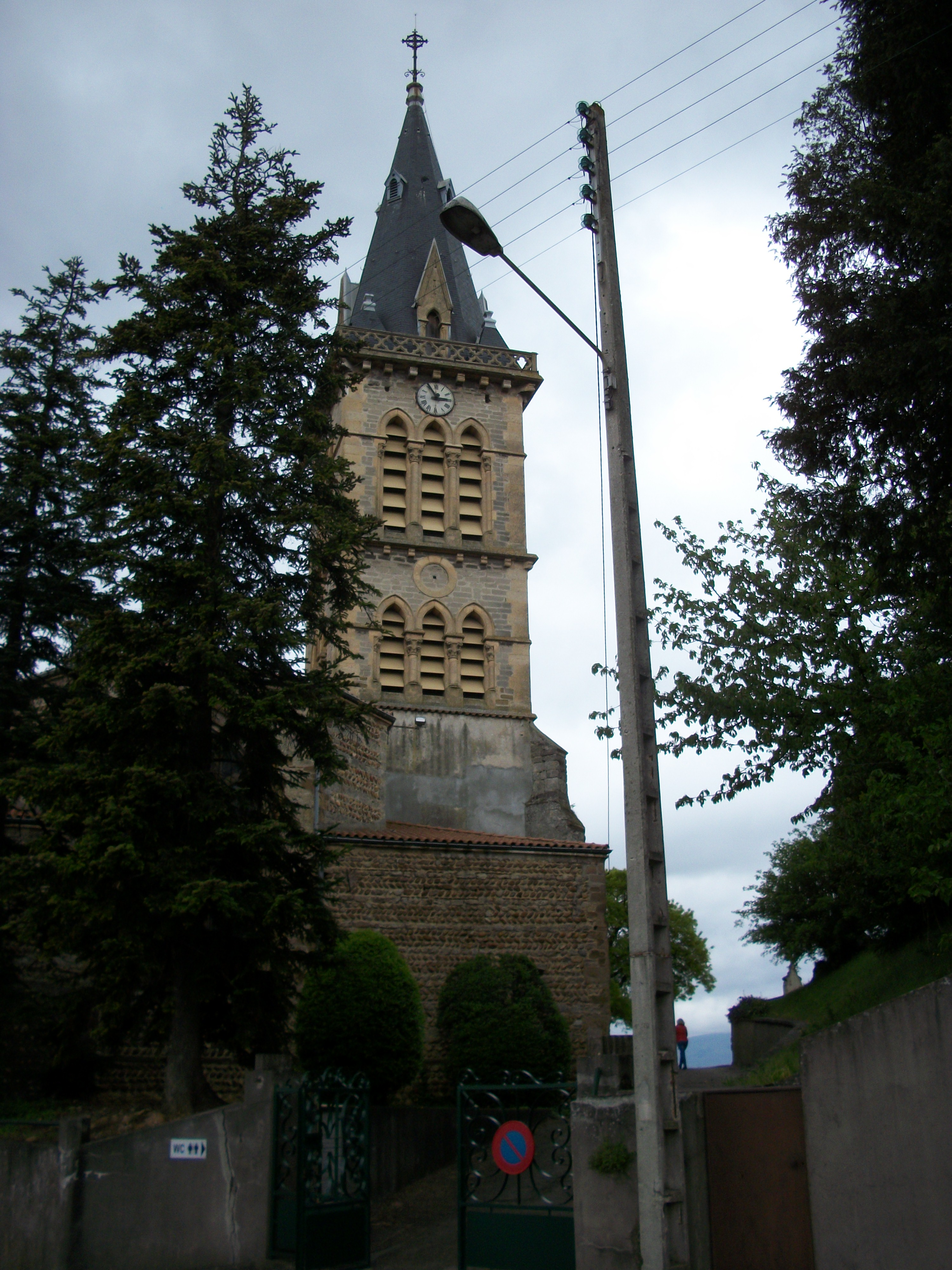
Accès à l'église Saint Jacques et au cimetière.
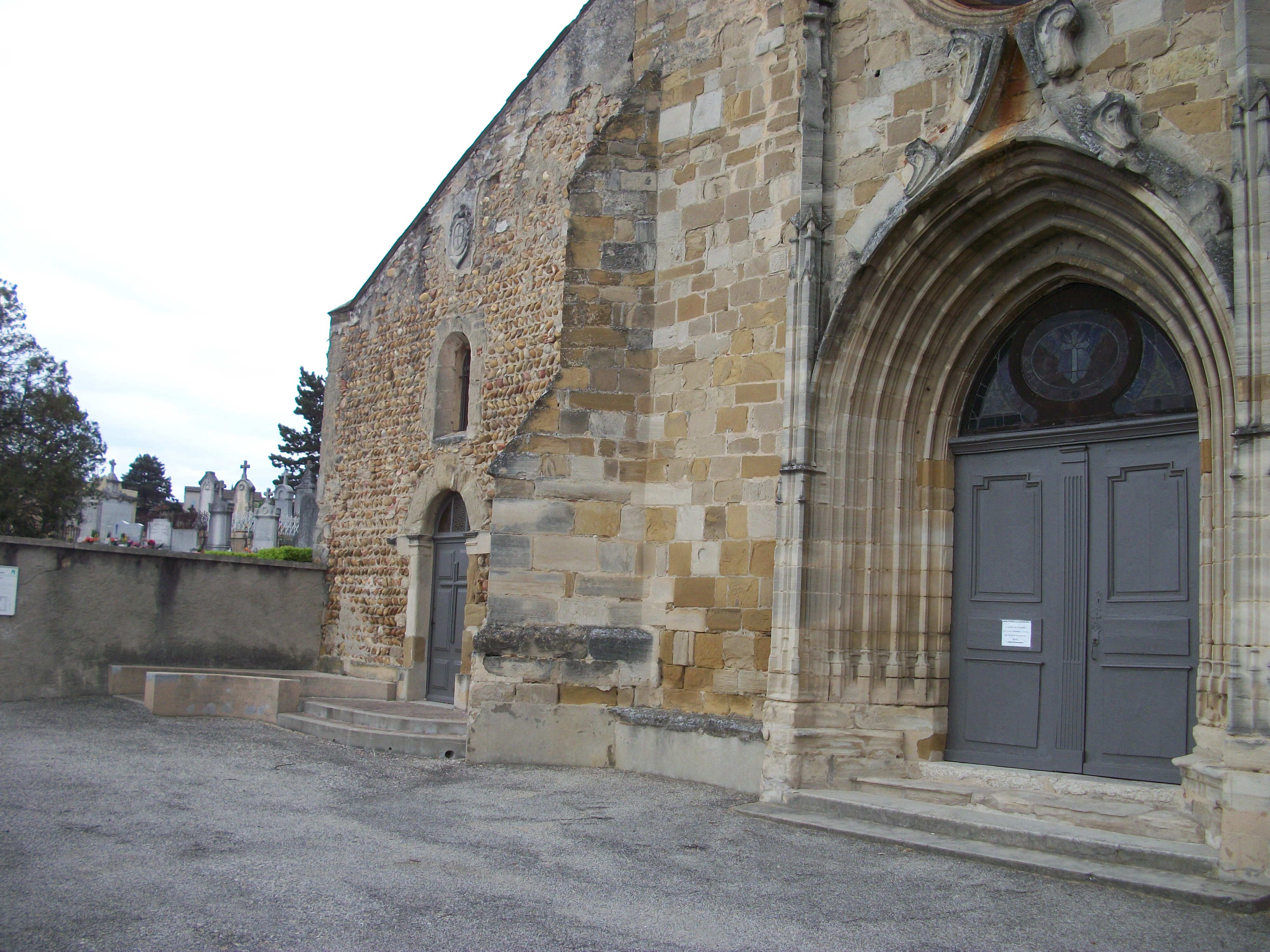
Parvis montrant l'église et la chapelle des pénitents accolée.
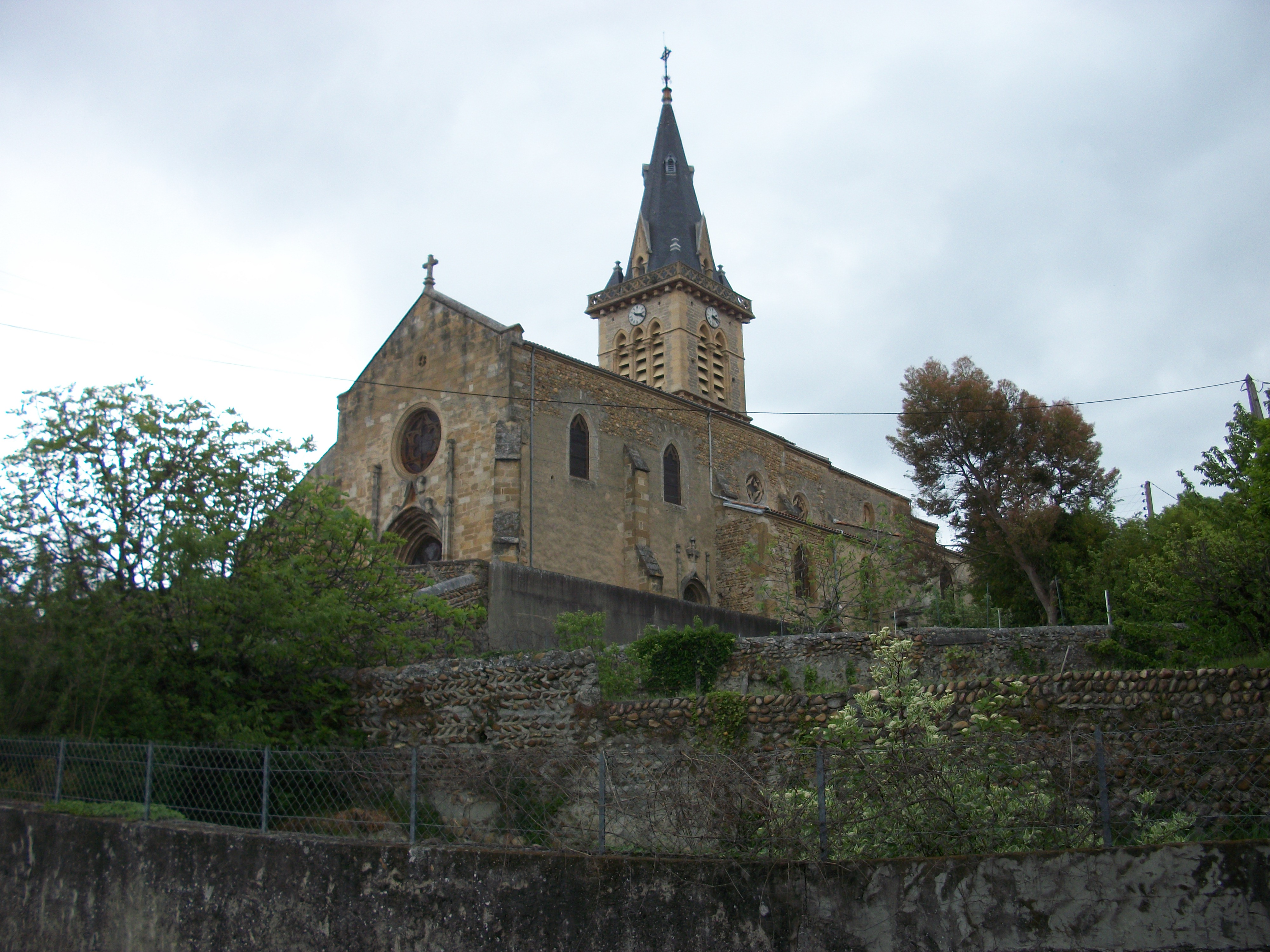
Vue du sud-ouest, en contrebas.
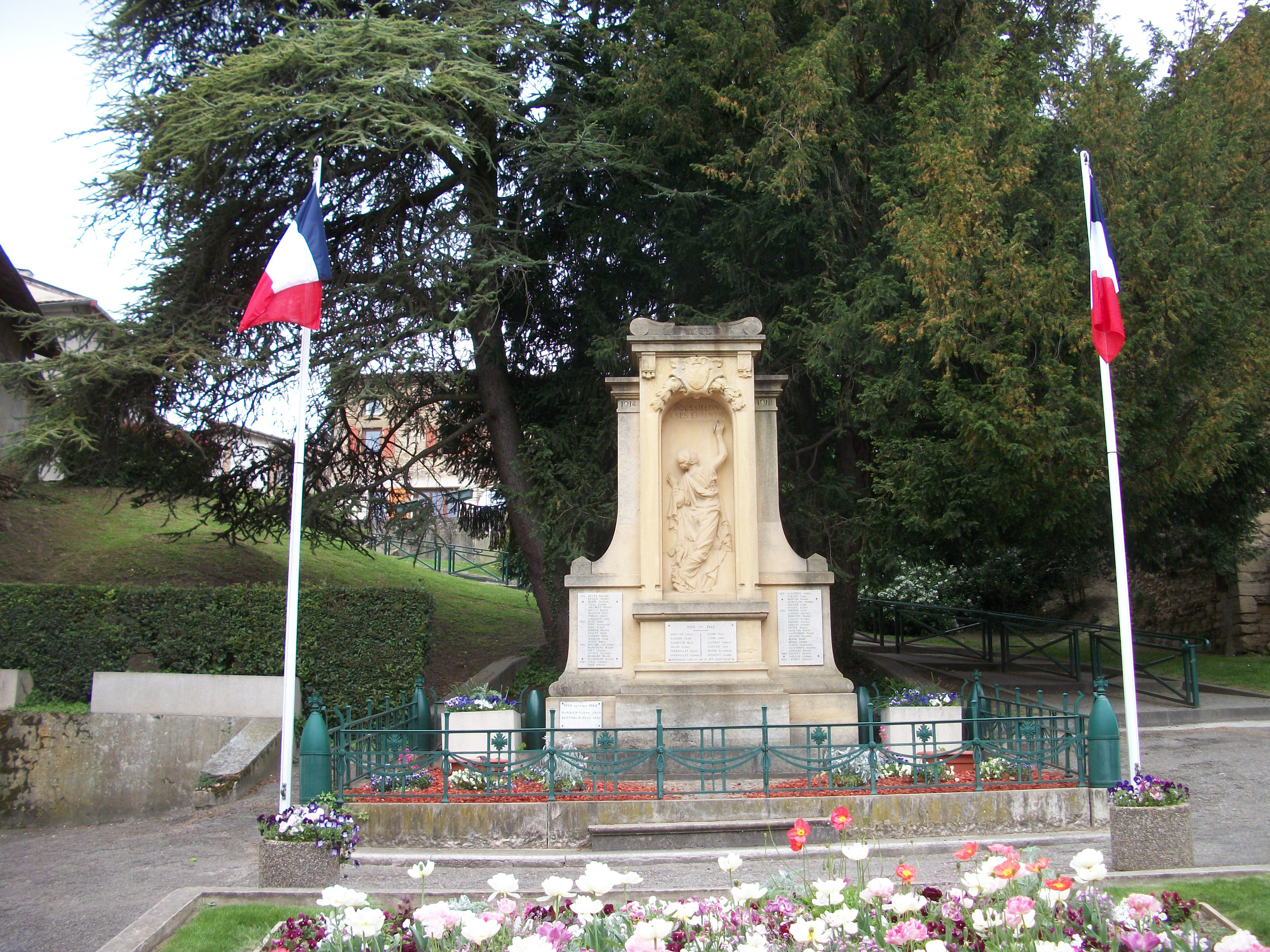
Mémorial de Roussilon.

- Vestiges de l'ancien bourg fortifié[36]

Une portion des remparts du XIVe siècle construits en galets disposés en arête-de-poisson subsiste dans le vieux village, sur une longueur d'environ 120 mètres, percée par la porte de Givret avec son arc en ogive au-dessus de la rue Halle vieille.

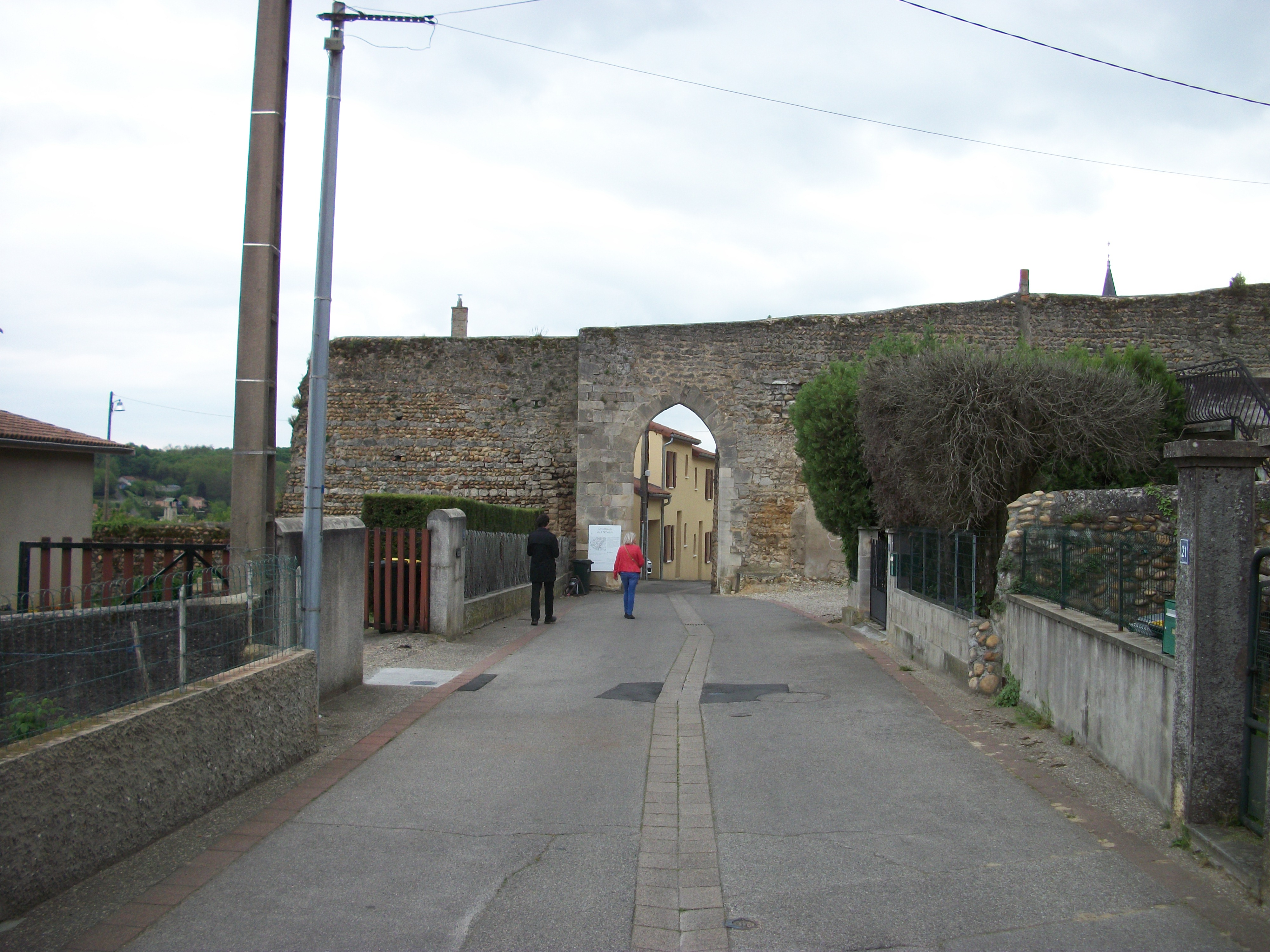
Remparts et porte de Givret, vers le Sud.
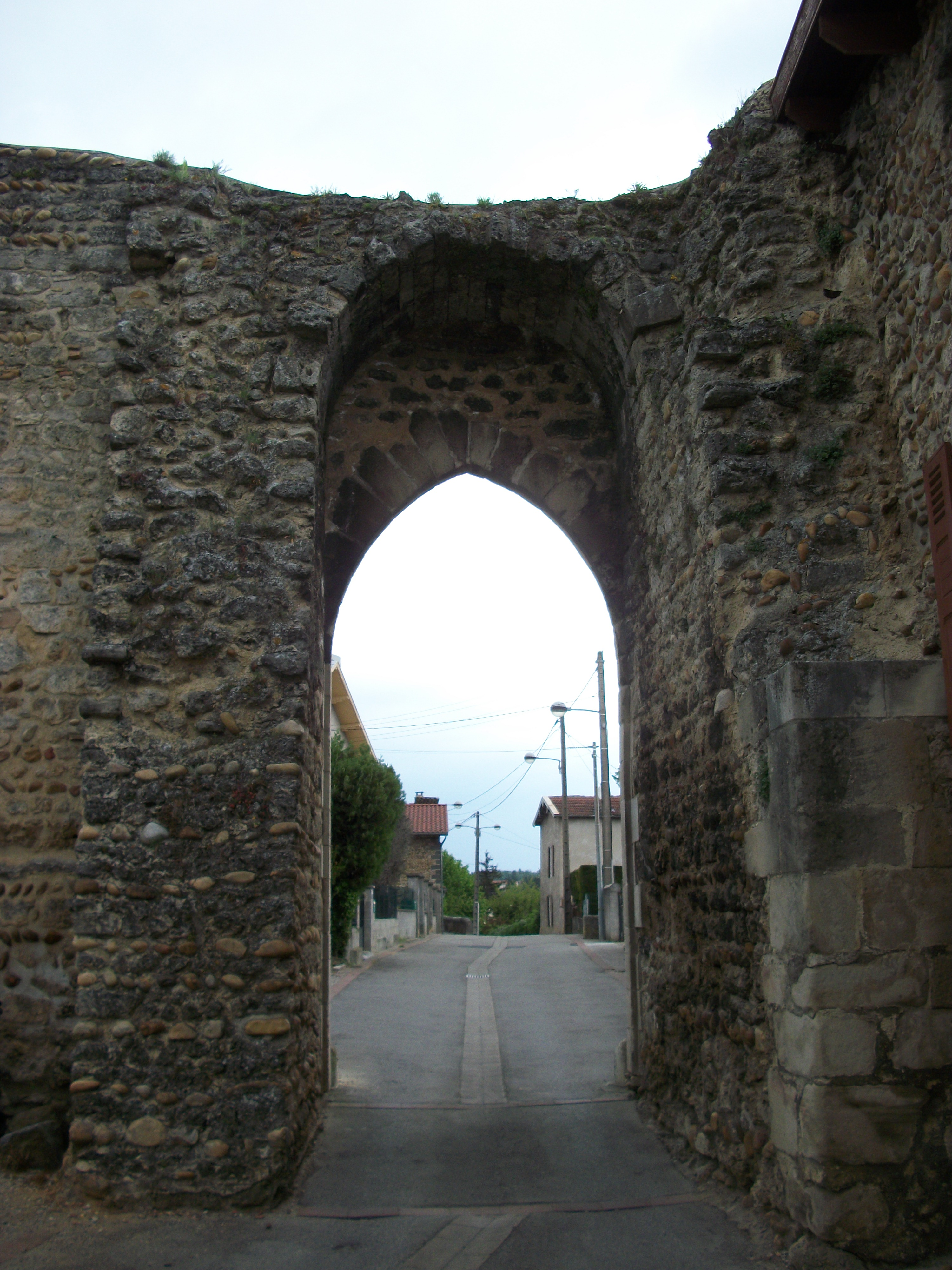
Porte de Givret, vers le Nord.
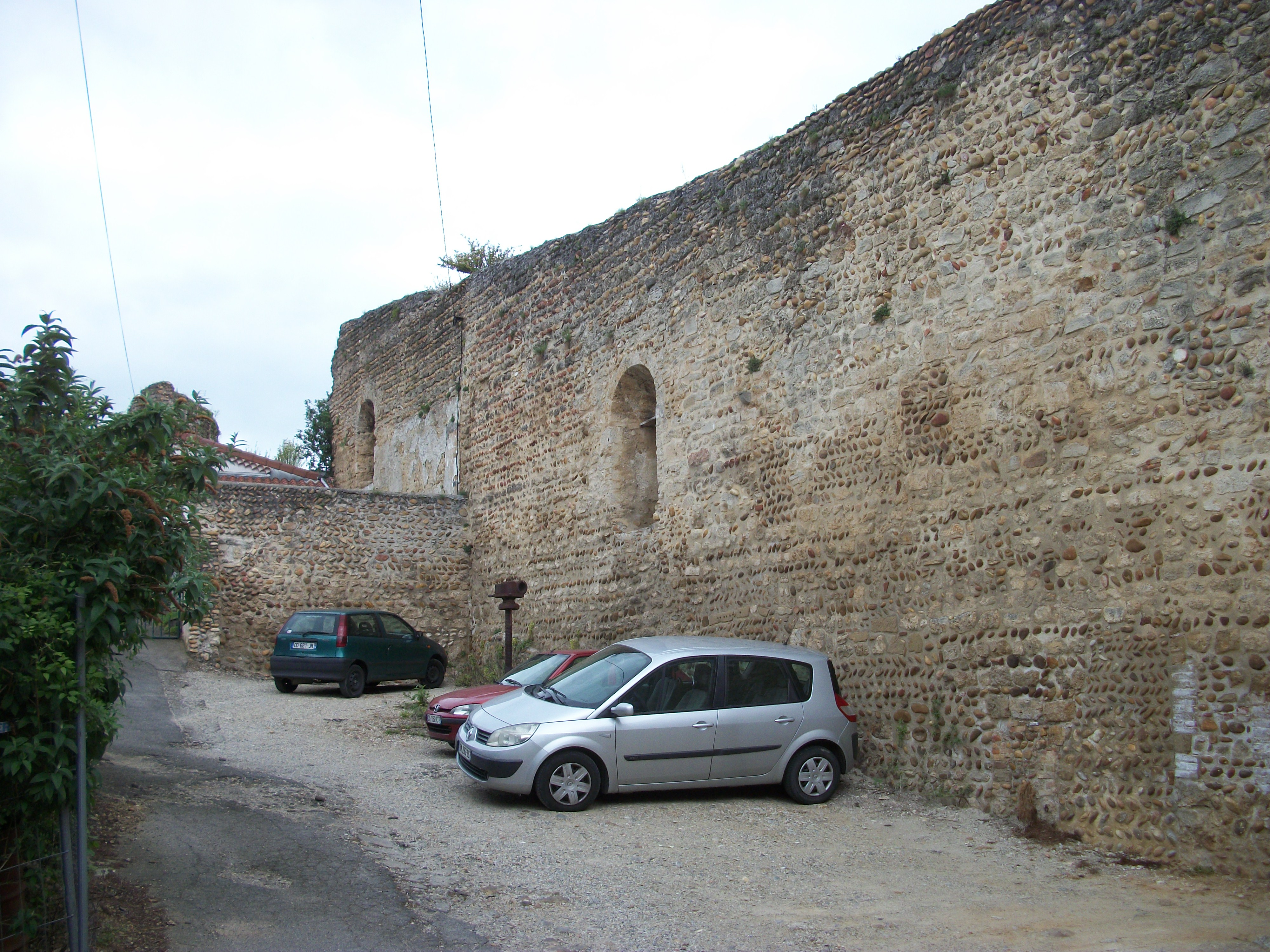
Remparts.

### Patrimoine culturel
L'office de tourisme de Roussillon a obtenu la marque « Qualité Tourisme ».

### Personnalités liées à la commune
- Famille de Roussillon
- Jean-Louis Tranchand (1790-1849), homme politique, député de l'Isère de 1848 à 1849.
- Alfred Poizat, né en 1863 à Roussillon, poète dramatique
- Pierre Quinon, champion olympique de saut à la perche aux Jeux Olympiques de Los Angeles en 1984
- Denis Lathoud, ancien joueur professionnel de handball et international français, champion du monde en 1995 avec la fameuse équipe des Barjots.
- Alex Ramirès, humoriste et acteur né en 1985.

### Héraldique
| Blason de Roussillon | Blason  | D'or à l'aigle de gueules.                                                          |
| Blason de Roussillon | Détails | Armes de la famille de Roussillon. Le statut officiel du blason reste à déterminer. |